# Sozialistische Partei Kurdistans

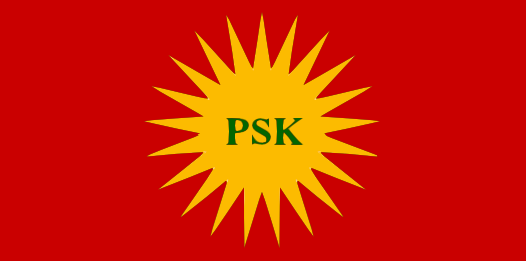
Logo der PSK-T

Die Sozialistische Partei Kurdistans – Türkei (PSK-T) (Kurmancî: Partiya Sosyalîst a Kurdistan) wurde am 31. Dezember 1974 von Kemal Burkay und sechs Weggefährten in Ankara gegründet.

## Geschichte
Die Partei ging aus einem Zusammenschluss kurdischer Intellektueller in Nordkurdistan (Türkei) hervor, die sich seit 1965 Devrimci Doğu Kültür Ocakları (Revolutionäre Kulturzentren des Ostens), seit 1976 Devrimci Halk Kültür Derneği (Revolutionäre Kulturvereinigung des Volkes) nannten. Sie setzten sich zum Ziel, einerseits die türkische Öffentlichkeit über die sozialen Zustände und die militärische Repression in den türkischen Kurdengebieten zu informieren und Solidarität mit den Kurden herzustellen. Andererseits wollten sie die Bürger in den Kurdengebieten über ihre politischen Rechte informieren und die kurdische Kultur und Sprache fördern. Zu diesem Zweck gaben sie seit 1975 die zweisprachige Zeitschrift „Weg der Freiheit“ (kurmandschi: Riya Azadî, türk.: Özgürlük Yolu) heraus. Es gelang ihnen, Arbeiter und Studenten zu erreichen, nicht aber die weitgehend analphabetische kurdische Landbevölkerung. Ihre politische Ausrichtung war prosowjetisch.
Ab 1980 flohen infolge des Staatsstreichs Kenan Evrens viele Kurden nach Europa, von wo aus die Zeitschrift, jetzt ausschließlich auf kurdisch, weiter herausgegeben wurde. Ihr Vorsitzender war bis 2003 Kemal Burkay.

## Programm
Ihr Ziel ist die Lösung des Kurdenkonflikts durch eine umfassende Demokratisierung der Türkei, ergänzt durch Gesellschaftsveränderung in eine sozialistische Richtung. Sie plädiert für gemeinsame Aktionen von Türken und Kurden gegen konservative Militärs und Großgrundbesitzer sowie für Verstärkung des internationalen Drucks auf die türkische Regierung, die Menschenrechtsverletzungen in den Kurdengebieten zu beenden. Den Weg des bewaffneten Kampfes, den die PKK eingeschlagen hat, und deren Anspruch, „Avantgarde des kurdischen Volkes“ zu sein, lehnt sie ab. Dies führte zu scharfen Auseinandersetzungen zwischen beiden Organisationen. Dennoch legten 1993 ihr damaliger Vorsitzender Kemal Burkay und Abdullah Öcalan einen gemeinsamen Neun-Punkte-Plan für einen Frieden in Nordkurdistan vor, der die Aufhebung des Ausnahmezustands, eine Amnestie, die Aufhebung des Dorfschützersystems und die Rückkehr der vertriebenen Flüchtlinge in ihre Heimatorte zum Ziel hatte. Die türkische Regierung  lehnte den Plan ab.
Ausgehend vom Selbstbestimmungsrecht des kurdischen Volkes, das sie nicht als Minderheit in einem Staat, sondern als eigenständige Nation ansieht, plädiert die PSK für eine föderative Lösung des türkischen Kurdenkonflikts. Sie verlangt für die kurdischen Regionen der Türkei ein eigenes, durch Regionalwahlen legitimiertes Parlament, eine regionale Verwaltung, eigene Polizeikräfte und muttersprachlichen Schulunterricht. Steuern aus den Autonomiegebieten sollen nur zur Hälfte der Zentralregierung in Ankara überlassen werden, der die außenpolitische und militärische Vertretung der Kurdengebiete weiterhin zugestanden wird.